# Turcia
Turcia è un comune spagnolo di 1 178 abitanti situato nella comunità autonoma di Castiglia e León.